# Urbanistica di Parma

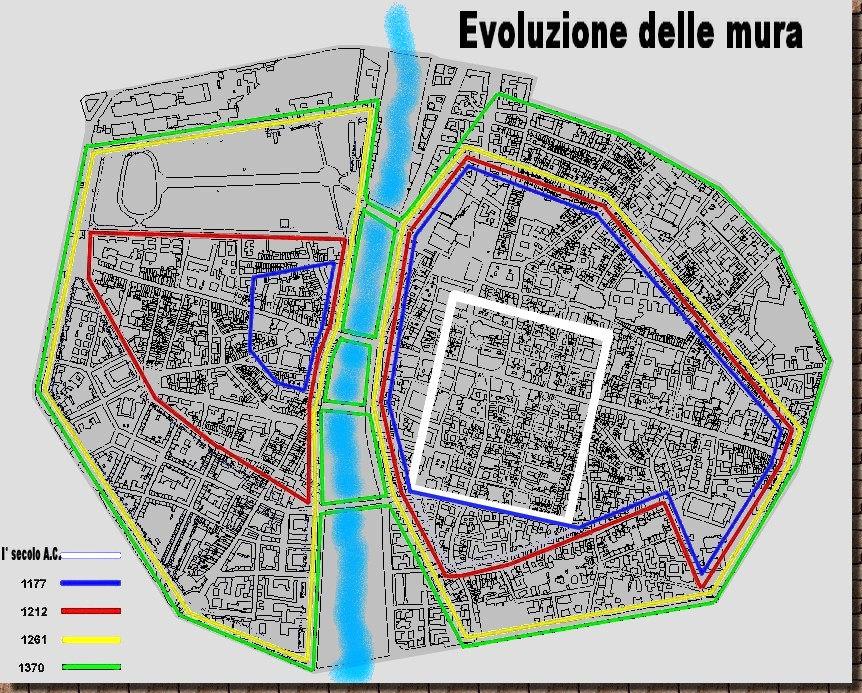
Evoluzione delle mura di Parma dal I secolo a.C. al XIV secolo. Nei secoli successivi la cinta muraria rimase pressoché immutata.

Dalla preistoria ai giorni nostri

## Preistoria
Recenti indagini archeologiche hanno confermato l'esistenza di un impianto urbano anteriore all'insediamento dei Celti (VI secolo a.C.) e riconducibile ad ambiente di cultura etrusca, ma forse Parma era un centro abitato già nell'Età del bronzo. È ormai accertato che nella posizione attuale della città sorgeva una "terramare" sorta di villaggio su palafitte di forma quadrangolare, costruito sulla terraferma, generalmente in vicinanza di un corso d'acqua.
La terramare parmigiana, situata all'altezza dell'attuale borgo Valorio, sorgeva sulla confluenza di vie che penetravano nell'Appennino ma gli insediamenti erano posti probabilmente sia sul lato destro che su quello sinistro del torrente, formando nuclei indipendenti tra di loro. A quest'epoca (tra il 1500 a.C. e l'800 a.C.) sorsero anche le prime necropoli delle attuali Piazza Duomo e Piazzale della Macina.

## Età romana

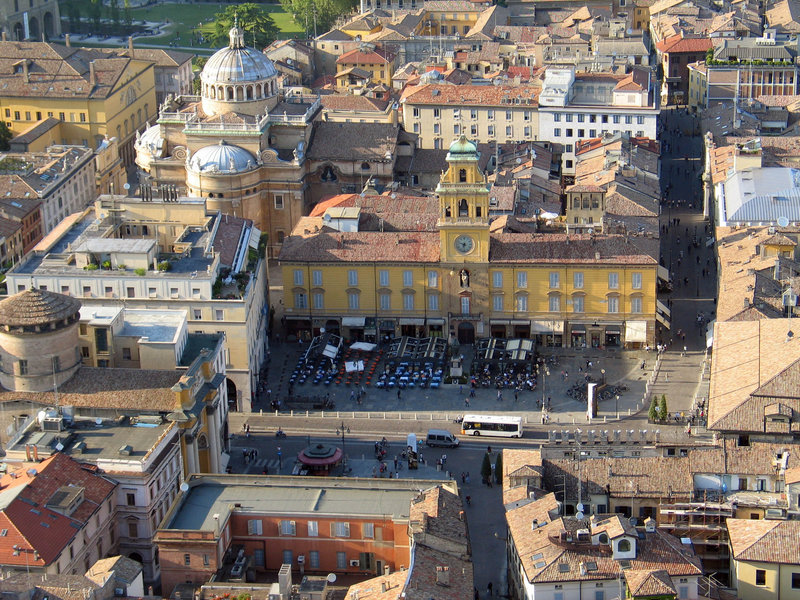
Piazza Garibaldi corrispondente all'antico Foro Romano

Per consolidare ed estendere la loro presenza nel nord della Penisola i Romani decisero di fondare nuove colonie e, nel 183 a.C., venne fondata la colonia di Parma. A ciascuna delle circa 2.000 famiglie installate vennero assegnati otto iugeri di terreno (circa 20.000 m2). Oltre all'assegnazione dei terreni la creazione della città repubblicana dovette insistere sull'antico abitato terramaricolo il cui centro si situava approssimativamente all'altezza dell'attuale parte terminale di via Repubblica. Nel 44 a.C. la città venne distrutta da Marco Antonio ma Ottaviano Augusto, primo imperatore dei Romani, la ricostruì poco più a ovest verso il torrente riaggregando al suo interno anche le zone, meno abbienti, edificate in epoca repubblicana. La riedificazione ripropose il Foro quale centro urbano, corrispondente, in larga parte, all'attuale Piazza Garibaldi ancor oggi cuore della città. Il reticolo di strade che delimitava gli isolati di quell'epoca è tuttora chiaramente visibile. Per questioni di salubrità, la città si espanse in particolare verso sud mentre la massima espansione verso nord corrispondeva alla fine dell'attuale strada Cavour. Vennero inoltre edificati, a sud il teatro (ubicato vicino a barriera Farini, di fronte alla chiesa di Sant'Uldarico) e a l'est l'anfiteatro (area tra il palazzo Imperiale dell'Arena e palazzo Marchi), le terme (palazzo dell'Università), la basilica fuori dalle mura (piazza Duomo) a dimostrazione dell'elevato raggiungimento di ricchezza e prestigio ottenuto dalla città. Oltre all'acquedotto, la città fu dotata di una rete idrica sotterranea e le abitazioni riscaldate con tubi sotto i pavimenti in cui scorreva acqua calda.

## IV secolo
Parma diviene sede Vescovile ma l'imperatore Graziano, per frenare la decadenza demografica ed economica della città invia nelle campagne circostanti una popolazione barbarica della Tracia, i Taifali. Alla fine del secolo vengono edificate le mura.

## V secolo
Teodorico fa restaurare, o forse creare ex novo, un ponte, l'acquedotto e altri edifici pubblici, i canali Maggiore e Comune (tuttora esistenti) e delle fognature, che contribuiscono alla rinascita della città dopo i barbarici saccheggi degli anni precedenti.

## VI secolo
Sotto il dominio bizantino Parma è una città prospera e florida. In questo periodo assume il nome di Crisopoli, cioè la città dell'oro. Sul finire del secolo la Cattedrale viene trasferita nella Chiesa di San Lorenzo entro le mura mentre sembra che quella antica paleocristiana fosse stata riservata al culto ariano.

## X secolo
Allo scadere dell'anno Mille la città era ancora in larga parte racchiusa entro le mura romane. A nord, la porta Eridania conduceva al Po, ad est sorgeva la Porta Romana oltre la quale si ergeva l'antico anfiteatro romano ormai in rovina e trasformato dai Longobardi in fortezza, a sud la Porta Pediculosa, il cui nome deriva da un bassorilievo ancora perfettamente conservato, nelle cui vicinanze, nel X secolo, si potevano scorgere i ruderi dell'antico teatro romano, mentre ad ovest il ponte in pietra di epoca augustea, ancora in parte visibile e situato all'altezza dell'attuale Ponte di Mezzo, collegava la città ad una piccola borgata oltre il torrente e da cui si irradiavano le strade per Piacenza e Luni. Ben presto, non essendo la città in grado contenere l'espansione demografica, le antiche aree cimiteriali poste a sud e a nord (dove sorgeva l'antica basilica paleocristiana) vennero occupate da sobborghi. Nel 983 d.C. l'abate di Cluny consegnerà la regola all'abate del neofondato monastero di San Giovanni, tuttora esistente e situato alle spalle della cattedrale.

## XI secolo

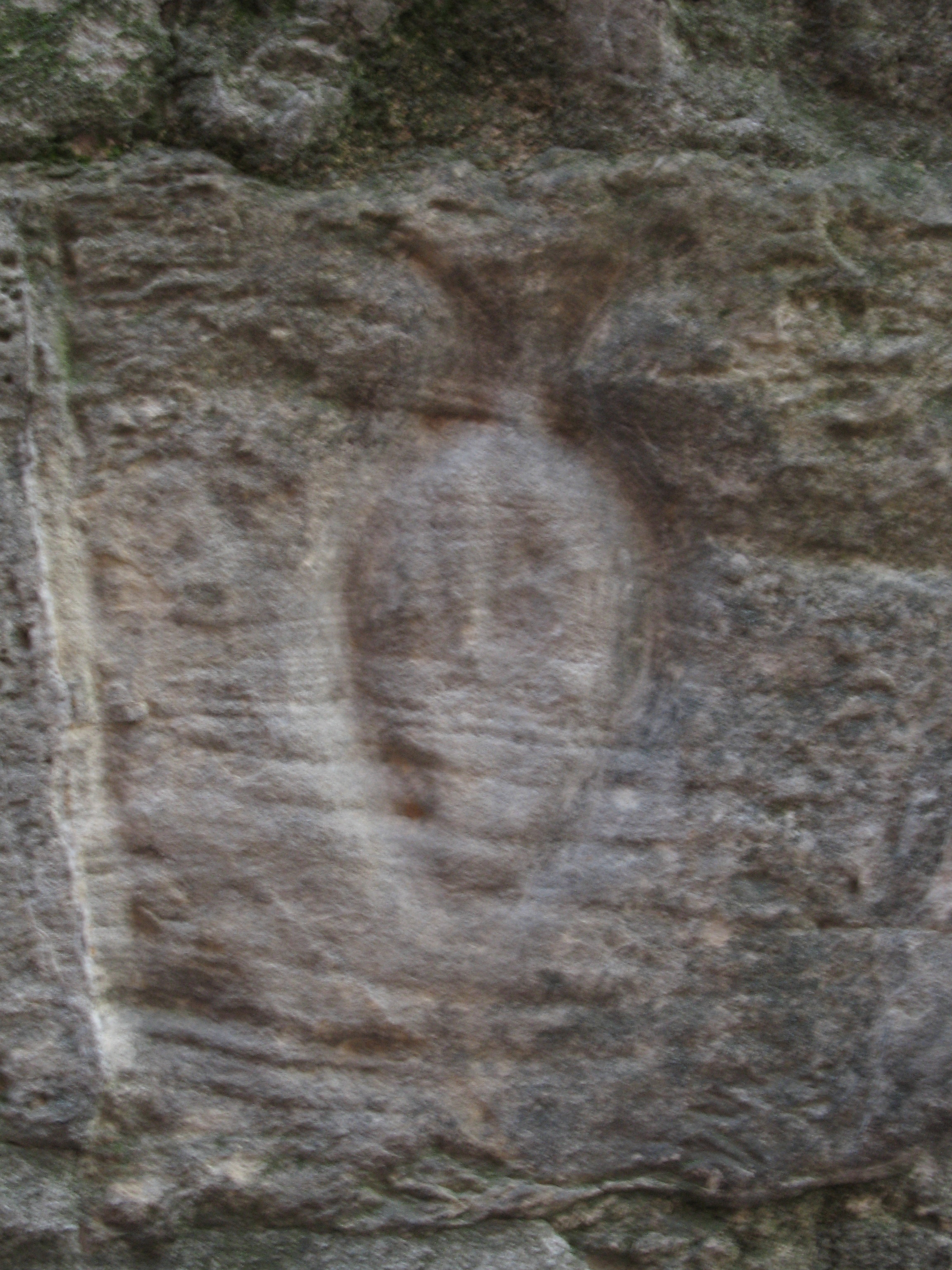
Un particolare del basamento del muro medievale ove sorgeva la "Porta Pediculosa", in cui è ben visibile il graffito del pidocchio da cui secondo la tradizione deriva il nome della porta medievale (infatti da sud entravano coloro che provenivano dalla campagna).

Il potere della città viene assunto dal Vescovo che decide di erigere, a partire dal 1090 il nuovo palazzo vescovile e a ricostruire la cattedrale. In questa "città privata" eretta a ridosso delle antiche mura romane e anch'essa protetta da mura di cinta, sorgeranno quindi tra i monumenti più prestigiosi di Parma quali il Duomo ed il Battistero. Nello stesso periodo Federico Barbarossa decise di costruire il suo palazzo nell'area precedentemente occupata dall'arena romana, ad ovest della città, facendone riutilizzare il materiale. Il palazzo divenne presto un polo di espansione urbanistica collegato alla città grazie ad un ventaglio di strade. A sud invece, con i resti del teatro romano venne costruito il convento di Sant'Ulderico. Nel 1169 il comune decise, pur in contrasto con il vescovo e l'imperatore, di costruire un palazzo comunale nel Foro.

## XII secolo
È un secolo marcato da importanti modifiche urbanistiche. Nel 1177 un'alluvione disastrosa devia il corso del torrente di circa 130 metri asportando parte del borgo nato fuori le mura, sulla sponda ovest del corso d'acqua. Tale borgo, denominato "Capo di Ponte", verrà in seguito anch'esso racchiuso da mura e completamente edificato dal Comune con la costruzione ad ovest di una nuova porta, Porta Parma. Il vecchio ponte augusteo trovandosi interrato e a quel punto inutilizzabile verrà sostituito da un nuovo ponte di pietra, mentre un secondo ponte in legno detto "dei Salari", viene costruito più a sud. La deviazione verso ovest del torrente causata dall'alluvione, permette alla città di recuperare nuovi spazi consentendo una forte espansione urbanistica. Anche la zona ad est delle antiche mura si espande fino all'attuale Porta San Michele e presto le nuove aree urbane si trovano circondate da nuove mura perimetrali. Alla fine del XII secolo a Parma vivevano più di 12.000 abitanti.

## XIII secolo
Già nei primi decenni del XIII secolo vengono edificati e fortificati nuovi quartieri per accogliere i nuovi inurbati. Nel 1212 il borgo dell'Oltretorrente (ovest del torrente Parma) quintuplica la propria superficie addizionandosi di una nuova porta, Porta Santa Croce, eretta più a ovest, in direzione di Piacenza. In corrispondenza del lato posto più a sud di questo quartiere viene costruito un nuovo ponte denominato "di donna Egidia" che permetteva il collegamento con un nuovo ampliamento urbano creatosi dall'altra parte del corso d'acqua, a sud delle antiche mura romane, dove venne costruita una nuova porta d'accesso denominata Porta Nuova ben presto superata da borgate sorte all'esterno della cinta muraria. Nel 1283 viene ultimato un ponte in pietra, posto a nord dei precedenti, chiamato "di Galeria". Il Foro cittadino subisce una riduzione di superficie imposta dalla costruzione del Palazzo del Capitano del Popolo (Palazzo del Torello) e dei due corpi costituenti il palazzo del Podestà. Accanto al Palazzo del Popolo viene edificata un'alta Torre Civica che per molti secoli e fino al suo crollo rappresenta il simbolo e l'orgoglio della città.

## XIV secolo
Aumentano di numero e di taglia i complessi religiosi che occupano le aree verdi periferiche le quali, successivamente fortificate, contribuiranno a fornire riserve strategiche alimentari alla città in caso di assedio oltre a consentire le future espansioni urbane. Il quartiere Oltretorrente ospita la maggior superficie di queste aree verdi che spetteranno in larga parte ai padri Domenicani. Parte dei terreni posti a nord verranno invece utilizzati come stanziamento per i Francescani. Bernabo' Visconti provvederà a fortificare le estremità del ponte in pietra "di Galeria" con una torre (sponda ovest) e un castello (sponda est) inglobato più tardi nel Palazzo farnesiano della Pilotta. Lo stesso Bernabò Visconti ordino', per difendere la porta Santa Croce (lato ovest del borgo dell'Oltretorrente), la costruzione di una roccaforte (1363) e di un terzo castello a difesa di Porta Nuova, utilizzato poi dallo stesso quale residenza cittadina. Successivamente, nel timore di sollevazioni popolari, parte del centro cittadino, corrispondente agli edifici intorno all'area del Foro, viene racchiusa da una cinta merlata collegata al resto della città tramite quattro porte.

## XV secolo

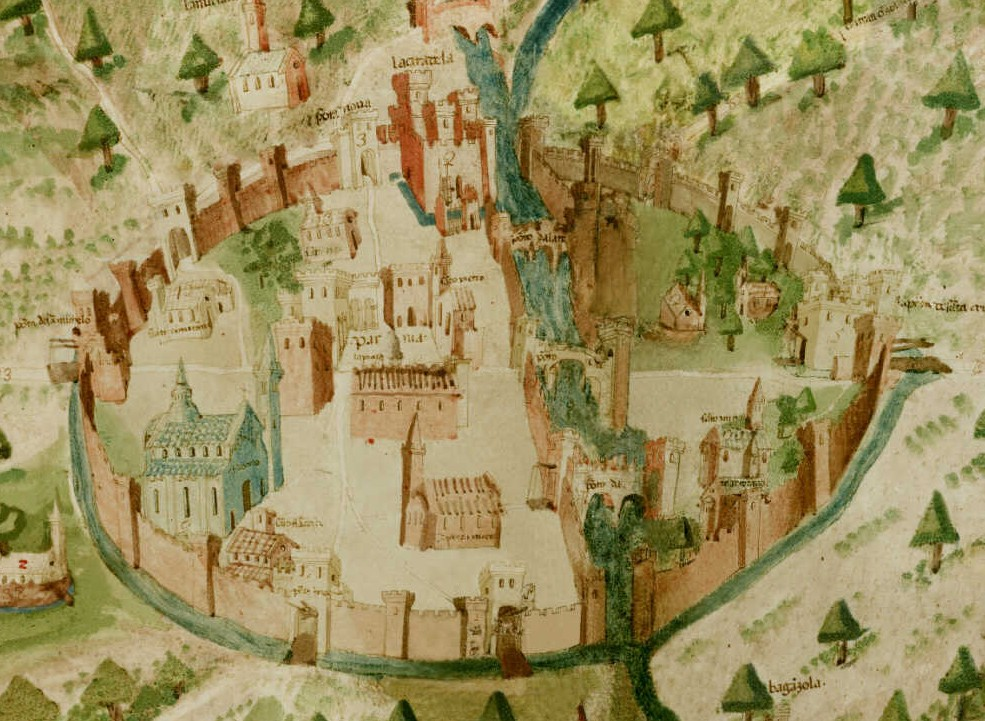
Parma nel XV secolo

Nella città di Parma, grazie al giubileo del '400, nascono 38 osterie, 50 sulla via Emilia. Nel 1410 a causa di una terribile epidemia di peste la popolazione cittadina è ridotta tra i 10 e i 15.000 abitanti. Nel 1422 viene riaperto il canale del Naviglio per mantenere vivi i collegamenti tra il cuore della città e il Po ma verso la fine del secolo viene definitivamente interrato. Nel 1442 viene fatta selciare la piazza Grande della città, luogo di ritrovo dei parmigiani. Nel 1471 inizia la costruzione del castello della Rocchetta, che verrà in seguito incorporato nella Pilotta, ed una biblioteca pubblica nei pressi della cattedrale.

## XVI secolo

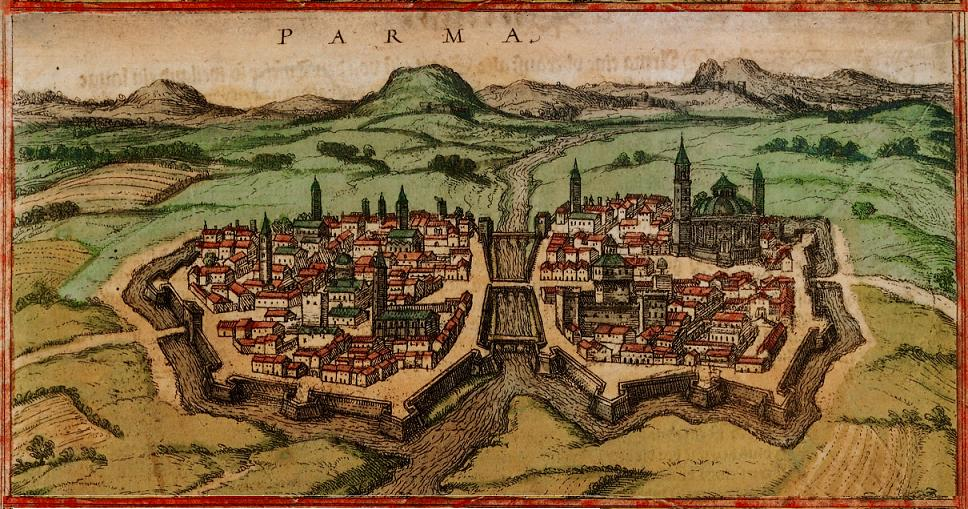
Parma nel XVI secolo

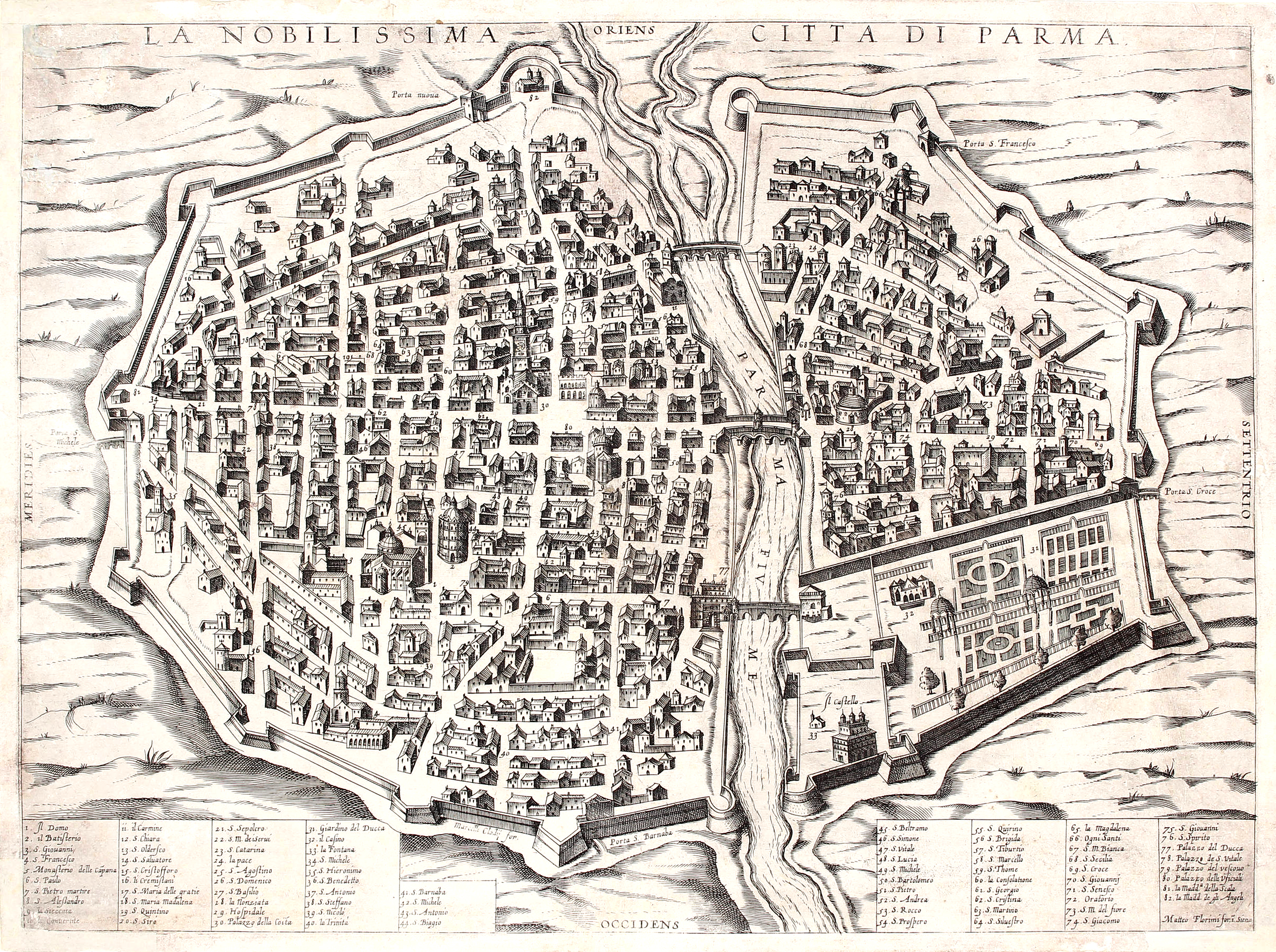
Cartina di Parma disegnata da Ambrogio Brambilla nella seconda metà del XVI secolo

È il secolo in cui Parma diviene capitale di uno Stato (1545). Un censimento effettuato nello stesso anno rivela che Parma, città di medie dimensioni per quell'epoca, contava 19.532 abitanti. Il nuovo status di capitale fece raggiungere alla città, in meno di trent'anni, il numero di 26.000 cittadini. L'espansione verso nord dell'Oltretorrente viene limitata dalla realizzazione di un grande giardino di corte, l'attuale Parco Ducale e la costruzione della sede di rappresentanza della corte (più tardi trasformato in Palazzo Ducale). Con lo scopo di valorizzare e trasformare il decadente quartiere Oltretorrente viene edificata nel 1566 la chiesa Santa Annunziata. Parte delle mura poste a sud-est viene estesa per inglobare, nel 1591, la grande fortezza a forma pentagonale della Cittadella. Nel 1513 viene aperta la strada del Seminario, tra il Battistero e la chiesa di San Giovanni e nel 1514 ampliata strada San Michele (oggi via Repubblica).

## XVII secolo
(François Jaques Deseine, 1699)
Nel 1630 un'epidemia di peste fece calare la popolazione di Parma da 30 000 a 13 000. Nel 1603, su ordine del duca Ranuccio Farnese, in corrispondenza della precedente fortezza Viscontea iniziano i lavori dell'imponente palazzo della Pilotta, piccola città nella città, sede dei servizi di corte. Lo sviluppo tecnologico delle armi di quel tempo, costringe la città a rinforzare le mura con bastioni più adatti alle artiglierie. Da notare la realizzazione voluta da Ranuccio I Farnese, di quattro bastioni a forma di cuore posti a nord-est della cinta, lungo l'attuale viale Mentana tra porta San Barnaba e porta San Michele. L'obbligo di residenza in città voluto dal duca favorisce la costruzione tra le mura di sontuosi palazzi mentre per continuare l'opera di valorizzazione dell'Oltretorrente viene eretta, nel 1604, la chiesa di Santa Maria del Quartiere. Nel 1606 crolla la torre del Comune, alta 240 piedi era tra le maggiori d'Italia.

## XVIII secolo
(Charles-Louis de Montesquieu, 1729)

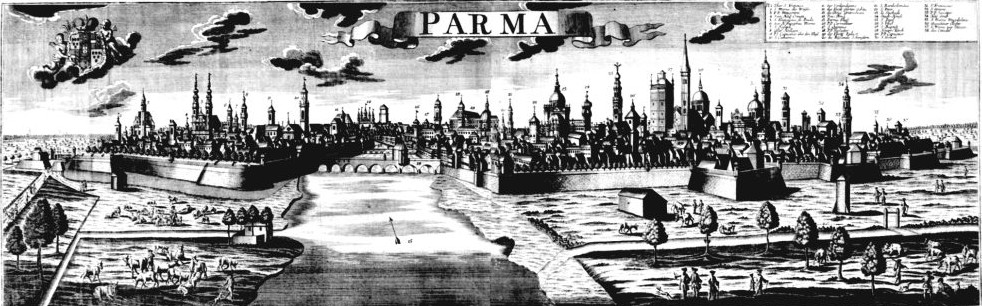
Veduta di Parma nel 1700

È un periodo caratterizzato da una forte presenza in città di artisti, artigiani e uomini di cultura che rendono Parma una città internazionale e multilingue. La città conta in questi anni il più grande numero di abbonati all'Encyclopédie di Diderot e d'Alembert, dopo Parigi. L'illuminato ministro borbonico Du Tillot affida all'architetto Ennemond Petitot il compito di intervenire sull'intero tessuto urbano con una volontà rappresentativa che puntava a Parma quale mito di una nuova Atene d'Italia e il desiderio di risanare l'economia cittadina anche con la riqualificazione di edifici già esistenti. Si ipotizzò addirittura di delineare una pianta generale di riedificazione cittadina. Da ricordare in quel periodo il rifacimento dello Stradone in grande boulevard cittadino, la razionalizzazione dei profili stradali, l'uniformazione delle facciate e gli interventi posti in opera per affrontare la crescita demografica, la carenza di abitazioni e gli affitti esorbitanti. Grandi aree verdi periferiche vengono destinate a nuovi insediamenti industriali serviti da nuove strade di collegamento.
(Jaques Lacombe, 1775)

## XIX secolo
(Giuseppe Vallardi, Itinerario d'Italia 1815)

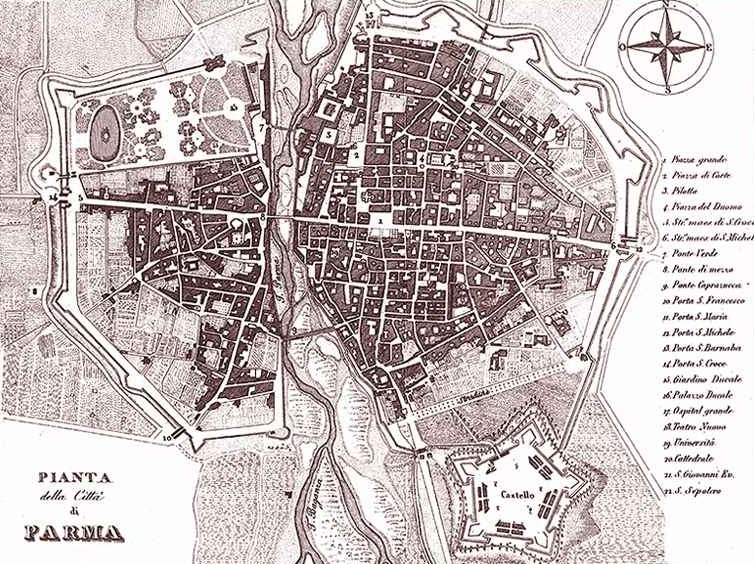
Parma nel 1832

Per gran parte del secolo la situazione urbanistica generale rimase pressoché immutata. Sotto l'occupazione napoleonica viene creato il collegamento diretto Parma - La Spezia destinato a divenire uno degli assi di sviluppo urbano Nord-Sud della città. In un'area a sud-est della città, viene realizzato il cimitero della Villetta. Nel XIX secolo ed in particolare sotto la reggenza di Maria Luigia la città di Parma, a differenza del Ducato stesso, registra un forte aumento demografico, dal 1814 al 1854, la popolazione cittadina passa rispettivamente da 29.841 abitanti a 45.673, mentre si assiste contemporaneamente ad una diversificazione qualitativa tra zone urbane residenziali agiate, gravitanti intorno alla corte e quartieri popolari degradati. Nel 1893 venne aperta un'arteria di grande rilievo a nord della città, Viale Mentana, spartiacque stradale tra la zona nord delle nuove industrie di fine secolo e i quartieri popolari composti da case a schiera poste sul lato sud dell'arteria stessa.

## XX secolo
Nei primi anni del secolo il comune di Parma era costituito quasi interamente da territorio urbano con una popolazione di 57.000 abitanti (censimento avvenuto attorno al 1911), mentre ne contava circa 10.000 di meno nel 1901. Solo con l'abbattimento della cinta muraria, avvenuto agli inizi del XX secolo la città inizio' ad espandersi nuovamente grazie all'edificazione di nuovi quartieri, in particolare in corrispondenza delle strade che si irradiano dai piazzali delle antiche Porte, come il quartiere operaio di S. Leonardo nella zona nord, residenzialmente meno appetibile che vide lo sviluppo contemporaneo di numerose fabbriche, ed intorno alla fortezza della Cittadella in cui inizia a svilupparsi un quartiere per benestanti. La viabilità mostrò un progresso nel 1910 con l'inaugurazione nel maggio delle linee tranviarie elettriche. Inoltre, nel 1900 erano entrati in funzione un nuovo acquedotto ed un nuovo macello; nel periodo intercorrente fra il 1901 e il 1903 i ponti Verdi e Italia, seguiti dallo stabilimento dei Bagni Pubblici sul Lungoparma nel 1906; nel 1907 apriva l'albergo Croce Bianca in piazza della Steccata, nel 1909 le nuove Poste, e nel 1913 il supercinema Orfeo. Durante il ventennio fascista vennero demoliti numerosi quartieri medievali dell'Oltretorrente. Questo risanamento fu decretato non solo per ragioni da salubrità ambientale ma anche per questioni politiche. Gli spazi creati vennero impostati su assi ortogonali snaturando la storia di un antico tessuto abitativo medievale. Nel secondo dopoguerra l'antico quartiere ebraico, adiacente al torrente e alla centrale strada Mazzini (che collega il ponte centrale o ponte di Mezzo a Piazza Garibaldi) viene quasi completamente demolito a causa della fatiscenza di alcuni edifici. Al suo posto nasce l'attuale Galleria Mazzini e la Galleria Polidoro dal nome di uno dei borghi del quartiere, nei cui pressi sorgono il palazzo dell'Università ed il Conservatorio. Nello stesso periodo inizia la copertura dei canali cittadini, compreso il canale naviglio che dà il nome all'omonimo borgo. I canali attraversavano il centro storico andando ad alimentare alcuni piccoli mulini per cereali rimasti solo nella toponomastica cittadina (es. Vicolo del Mulino, nei pressi di borgo del Naviglio) e formavano una serie di vie d'acqua per il trasporto delle merci, soppiantate dallo sviluppo del trasporto su strada. L'ampliamento dell'area urbanizzata nel comune di Parma, molto lento fino al 1960, ha subito un'accelerazione che ha portato al suo raddoppio nei primi anni novanta e ad aumentare di un ulteriore 28% dal 1994 al 2003, facendo così registrare in questi ultimi nove anni un tasso di espansione mai visto prima.